# Kienozierski Park Narodowy
Kienozierski Park Narodowy (ros. Кенозерский национальный парк) – rosyjski park narodowy położony na terenach regionu kargopolskiego i plesieckiego w obwodzie archangielskim, w Rosji. Jest jednym z 41 parków narodowych zlokalizowanych w Rosji oraz jednym z 5, które noszą miano Rezerwatu biosfery UNESCO. Status ten uzyskał w 2004 roku.
Park narodowy utworzono na mocy dekretu państwowego wprowadzonego w życie w dniu 28 grudnia 1991 roku. Wszystkie historyczne zabytki z terenów bliskich terenom parku zostały przeniesione do obszaru administracyjnego parku, a niektóre z nich zostały poddane renowacji. W chwili utworzenia obszaru chronionego administracja zajmująca się parkiem liczyła 7 osób, a w 1993 roku wzrosła już do 153 osób. Siedziba władz parku znajduje się w miejscowości Wierszynino, znajdującej się na terenie parku.

## Położenie i geografia
Kienozierski Park Narodowy zajmuje południowo-zachodnią część rejonu plesieckiego i północno-zachodnią części rejonu kargopolskiego w obwodzie archangielskim, na granicy z Republiką Karelii. Na terenie parku znajduje się jezioro Kienoziero, jedno z największych w tym rejonie, które daje także początek rzece Kienie, będącej jednym z lewych dopływów rzeki Onega.

## Turystyka
Na terenie parku istnieje kilka zabytków architektury drewnianej. Jednym z nich jest położony w zachodniej części parku Pochoziorski Pogost, który jest zespołem składającym się drewnianej cerkwi oraz dzwonnicy pochodzącej z XVIII wieku, otoczonych drewnianym murem z bramami i basztami z 1789 roku. Na terenie parku można spotkać ponad 250 gatunków ptaków, 28 gatunków ryb i kilka gatunków gadów i płazów, opisano również występowanie ponad 700 gatunków roślin naczyniowych. Park narodowy z roku na rok przyciąga coraz większą liczbę turystów, także z zagranicy. W 2008 roku park odwiedziło 8896 osób, natomiast w 2010 liczba ta zwiększyła się do 9918.